# Komisariat Straży Granicznej „Świerkocin”
Komisariat Straży Granicznej „Świerkocin” – jednostka organizacyjna Straży Granicznej pełniąca służbę ochronną na granicy polsko-niemieckiej w latach 1929–1939.

## Formowanie i zmiany organizacyjne
W drugiej połowie 1927 roku przystąpiono do gruntownej reorganizacji Straży Celnej. W praktyce skutkowało to rozwiązaniem tej formacji granicznej.
Rozporządzeniem Prezydenta Rzeczypospolitej Polskiej Ignacego Mościckiego z 22 marca 1928, do ochrony północnej, zachodniej i południowej granicy państwa, a w szczególności do ich ochrony celnej, powoływano z dniem 2 kwietnia 1928 Straż Graniczną.
Rozkazem nr 9 z 18 października 1929 w sprawie reorganizacji Mazowieckiego Inspektoratu Okręgowego dowódca Straży Granicznej płk Jan Jur-Gorzechowski powołał komisariat Straży Granicznej „Świerkocin”, przydzielił go do Inspektoratu Granicznego nr 3 „Brodnica”, określił numer i strukturę. Rozkazem nr 4/31 zastępcy komendanta Straży Granicznej płk. Emila Czaplińskiego z 20 października 1931 zniesiono placówkę SG „Mokre”. Tym samym rozkazem utworzono placówkę „Grudziądz”.
Rozkaz komendanta Straży Granicznej płk. Jana Jura-Gorzechowskiego z 10 maja 1938 w sprawie terminologii w odniesieniu do władz i jednostek formacji, wydany w związku z rozkazami KSG z 25 i 29 kwietnia 1938, przemianował inspektoraty graniczne na obwody Straży Granicznej z dodaniem nazwy miejscowości, w której jednostka stacjonuje. Jednocześnie nakazał używanie w stosunku do kierowników komisariatów i placówek nowych terminów: „komendant komisariatu” i „dowódca placówki”. Komisariat wszedł w skład struktury Obwodu Straży Granicznej „Brodnica”.
We wrześniu 1939 został podporządkowany dowódcy 65 pułku piechoty płk. Stefanowi Cieślakowi i bronił odcinka „Grudziądz”.

## Służba graniczna
W 1936 komisariat ochraniał granicę państwową na długości 20,937 kilometrów od kamienia granicznego III/224 do IV/089. Placówka „Gardeja” ochraniała odcinek długości 11,152 km, placówka „Dusocin” 4,285 km, placówka „Wielki Wełcz” 5,5 km.
Sąsiednie komisariaty
- komisariat Straży Granicznej „Łasin” ⇔ Komisariat Straży Granicznej „Rakowiec” − październik 1929

## Funkcjonariusze komisariatu
| Kierownicy/komendanci komisariatu | Kierownicy/komendanci komisariatu | Kierownicy/komendanci komisariatu |
| stopień                           | imię i nazwisko                   | okres pełnienia służby            |
| --------------------------------- | --------------------------------- | --------------------------------- |
| podkomisarz                       | Antoni Żarna                      |                                   |
| Zastępcy komendanta komisariatu   |                                   |                                   |
| starszy strażnik podchorąży       | Teofil Grzybowski                 | – 19 IV 1939                      |
| przodownik podchorąży             | Zbigniew Trojanowski              | 1 V 1939 –                        |

## Struktura organizacyjna
Organizacja komisariatu w październiku 1929:
- 5/3 komenda − Świerkocin
- placówka Straży Granicznej I linii „Gardeja”
- placówka Straży Granicznej I linii „Dusocin”
- placówka Straży Granicznej I linii „Wielki Wełcz”
- placówka Straży Granicznej II linii „Mokre” → zniesiona w 1931
- placówka Straży Granicznej II linii „Świerkocin”

Organizacja komisariatu w 1933:
- komenda − Świerkocin
- placówka Straży Granicznej I linii „Zawda”
- placówka Straży Granicznej I linii „Nogat”
- placówka Straży Granicznej I linii „Gardeja”
- placówka Straży Granicznej I linii „Wielki Wełcz”
- placówka Straży Granicznej I linii „Dusocin”
- placówka Straży Granicznej II linii „Świerkocin”

Organizacja komisariatu w 1934:
- komenda − Świerkocin
- placówka Straży Granicznej I linii „Gardeja”
- placówka Straży Granicznej I linii „Wielki Wełcz”
- placówka Straży Granicznej I linii „Dusocin”
- placówka Straży Granicznej II linii „Świerkocin”
- placówka Straży Granicznej II linii „Grudziądz”

Organizacja komisariatu w 1937:
- komenda − Świerkocin
- placówka Straży Granicznej I linii „Zawda”
- placówka Straży Granicznej I linii „Nogat”
- placówka Straży Granicznej I linii „Gardeja”
- placówka Straży Granicznej I linii „Wielki Wełcz”
- placówka Straży Granicznej I linii „Dusocin”
- placówka Straży Granicznej II linii „Świerkocin”
- placówka Straży Granicznej II linii „Grudziądz”

Organizacja komisariatu w 1939:
- komenda − Świerkocin
- placówka Straży Granicznej I linii „Gardeja”
- placówka Straży Granicznej I linii „Dusocin”
- placówka Straży Granicznej I linii „Wielki Wełcz”
- placówka Straży Granicznej II linii „Świerkocin”
- placówka Straży Granicznej II linii „Mokre”